# Васильківка
Василькі́вка — селище в Україні, адміністративний центр Васильківської селищної громади Синельниківського району Дніпропетровської області.

## Географічне розташування

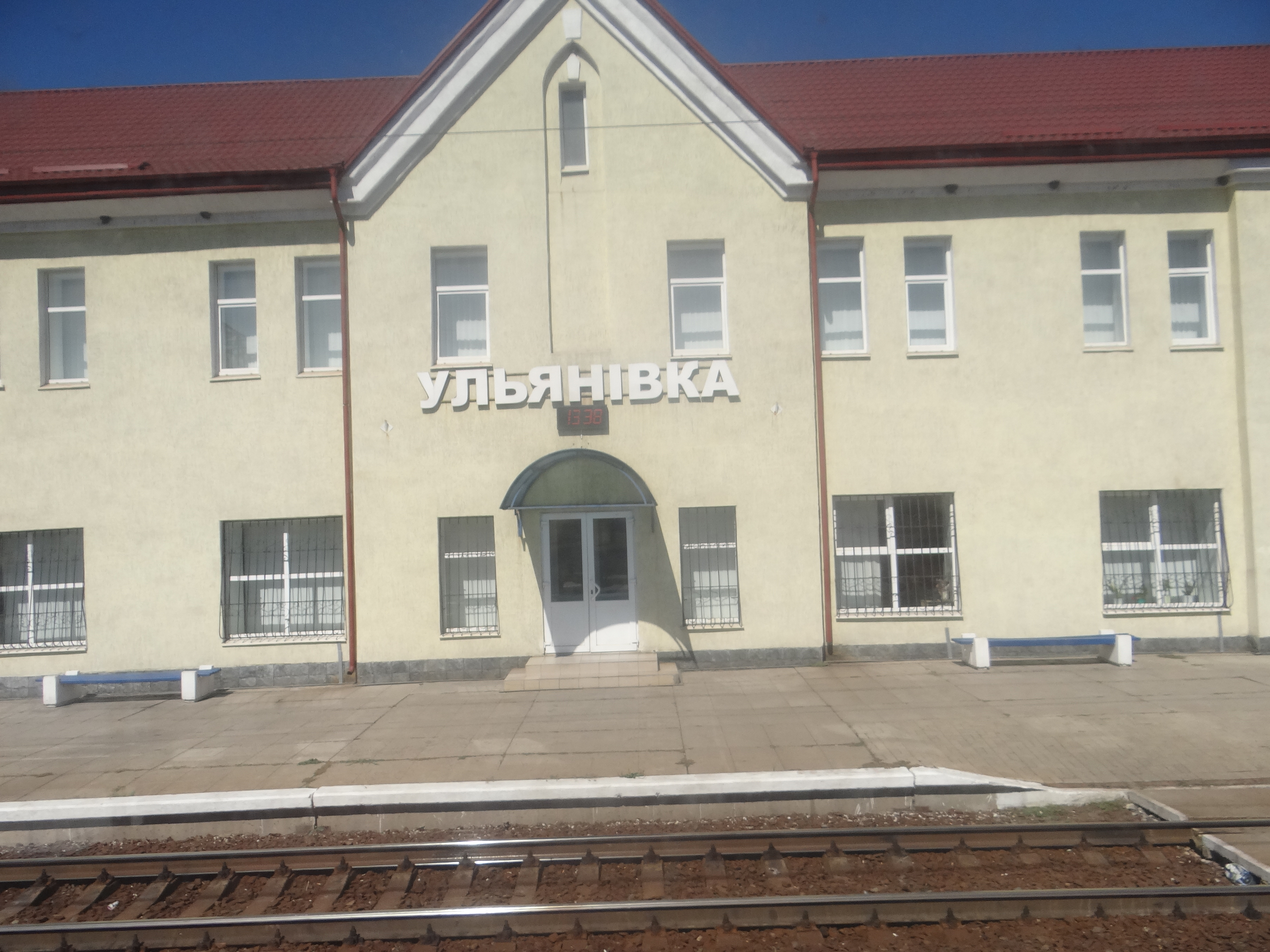
Залізнична станція Улянівка

Селище Васильківка розташоване у південно-східній частині Дніпропетровської області на Придніпровській низовині, на правому березі річки Вовча, вище за течією на відстані 3,5 км розташоване село Вовчанське, на протилежному березі — селище Письменне та села Іванівка, Шев'якине, Павлівка і селище Правда. Річка в цьому місці звивиста, утворює лимани, стариці та заболочені озера. Через селище пролягають автошлях регіонального Р85 та територіального значення Т 0408 і залізниця, станція Улянівка.
Середня висота над рівнем моря — 70-80 м з підвищенням до 100 м у східній частині, у районі залізничної станції Улянівка.
Біля населеного пункту є геологічна пам'ятка природи — скелі залізистих кварцитів на річці Вовчій та ландшафтний заказник загальнодержавного значення Бакаї.
Сусідні населені пункти: селище Правда (на північ), Бондареве, Вовчанське (на південь), Іванівка, Улянівка (на північний захід).

## Археологія
В околицях Васильківки розташовані кургани кочовиків-половців (XI—XIII століття).

## Історія
У 1707 році за наказом Коша Запорізького на річку Вовчу був виставлений козацький пост, який вів спостереження за рухом татар. Так тут виник запорізький зимівник. Після ліквідації Січі у цій місцевості поселилася група козаків. До них у 1775 році приєдналось чимало родин, що переселилися з-під Кобеляк, що на Полтавщині. Зимівник перетворився на військову слободу Василькова. Назва її пов'язана з іменем першого поселенця Василя Покваліпта. У вересні 1775 року вона стала Васильківкою. У 1781 році в ній проживало близько 750 осіб. Основним заняттям жителів було сільське господарство — хліборобство, тваринництво.
Завдяки вигідному розташуванню Васильківки на шляху, що вів на Запорожжя кількість населення швидко зростала і у 1859 році становила 4 300 осіб.
Станом на 1886 рік у селі мешкало 5 552 особи, налічувався 941 двір, були православна церква, школа, 9 лавок, 2 бондарні, 2 винних склади, 6 постоялих дворів, відбувалось 3 ярмарки на рік та базари по святах. Село було центром Васильківської волості Павлоградського повіту Катеринославської губернії.
Ще інтенсивніше село почало розвиватись із побудовою наприкінці XIX століття поблизу нього Катерининської залізниці. У 1901 році почав діяти паровий млин, з'явилися перші крамниці. В 1914 році в селі було 2 церковноприходські та 4 земські школи, відкрилась лікарня на 11 місць з 1 лікарем. Населення становило 12 000 осіб.
Під час Першої світової війни та Визвольних змагань Васильківку окуповували різні війська, що діяли на цій території:
- квітень 1918 — німецько-австрійські війська;
- листопад 1918 — війська Червоної армії;
- червень 1919 — війська Добровольчої армії під командуванням генерала Денікіна;
- 30 грудня 1919 — остаточне завоювання села Червоною армією, встановлення радянської влади.

Після запровадження нового адміністративного поділу Української СРР село стала центром Васильківського району цієї ж губернії. З 1925 року з введенням окружної системи стала належати до Павлоградської округи. З 1926 року з об'єднанням Павлоградської й Катеринославської округ Васильківський район входить до Дніпропетровської округи. У 1932 році увійшла до складу Дніпропетровської області.
Під час колективізації у 1920-х роках у селі створено чотири колгоспи — «Заповіт Леніна», ім. Будьонного, ім. Ворошилова та ім. Леніна.
Під час організованого радянською владою Голодомору 1932—1933 років померло щонайменше 136 жителів селища.
У 1940 році у Васильківці було 2 середні, 3 семирічні і 5 початкових шкіл, лікарня на 50 місць, поліклініка та амбулаторія, 4 клуби, бібліотека. Видавалась районна газета.
Під час Другої світової війни село було тимчасово окуповане німецькими військами 18 жовтня 1941 року. 17 вересня 1943 року звільнене радянськими військами.
У другій половині XX століття після відбудови завданих війною руйнувань село й далі розвивалося. У 1957 році Васильківці присвоєно статус селища міського типу. В цей період відбулося укрупнення колгоспів, до колгоспу ім. Леніна було приєднано інші артілі. У 1957 році створено Васильківську міжколгоспну будівельну організацію, у 1961 році на базі Улянівської МТС утворено районне відділення «Сільгосптехніка».
Інфраструктура Васильківки у 1967 році:
пошта, телеграф, телефонна станція, радіовузол, побутовий комбінат, телеательє;
35 торговельних установ;
районна лікарня на 210 ліжок, поліклініка, жіноча і дитяча консультації, аптека;
три середні, дві восьмирічні, п'ять початкових шкіл;
районний будинок культури та чотири колгоспних, районні бібліотеки для дітей і дорослих.
12 листопада 2014 року в селищі невідомими повалено пам'ятник Леніну.
12 червня 2020 року, відповідно до розпорядження Кабінету Міністрів України № 709-р від «Про визначення адміністративних центрів та затвердження територій територіальних громад Дніпропетровської області», увійшло до складу Васильківської селищної громади.
19 липня 2020 року, в результаті адміністративно-територіальної реформи та ліквідації Васильківського району, селище увійшло до складу новоутвореного Синельниківського району.

## Населення
| 2001*  | 2006   | 2007   | 2008   | 2009   | 2010   | 2011   |
| ------ | ------ | ------ | ------ | ------ | ------ | ------ |
| 12 028 | 11 849 | 11 829 | 11 880 | 11 860 | 11 878 | 11 885 |

Примітки: Зірочками позначені дані переписів населення, без зірочок — відомості Державного комітету статистики України станом на 1 січня відповідного року.

### Мова
Розподіл населення за рідною мовою за даними перепису 2001 року:
| Мова            | Кількість | Відсоток |
| --------------- | --------- | -------- |
| українська      | 11368     | 94.51%   |
| російська       | 600       | 4.99%    |
| білоруська      | 22        | 0.18%    |
| вірменська      | 20        | 0.17%    |
| румунська       | 2         | 0.02%    |
| угорська        | 1         | 0.01%    |
| інші/не вказали | 15        | 0.12%    |
| Усього          | 12028     | 100%     |

## Промисловість та сільське господарство
Найбільші діючі підприємства: Васильківський сирзавод, Васильківський комбікормовий завод, ВАТ «Васильківська агропромтехніка», ОП «Васильківський комбінат промбудматеріалів». Діє декілька фермерських господарств.

## Соціально-культурна сфера

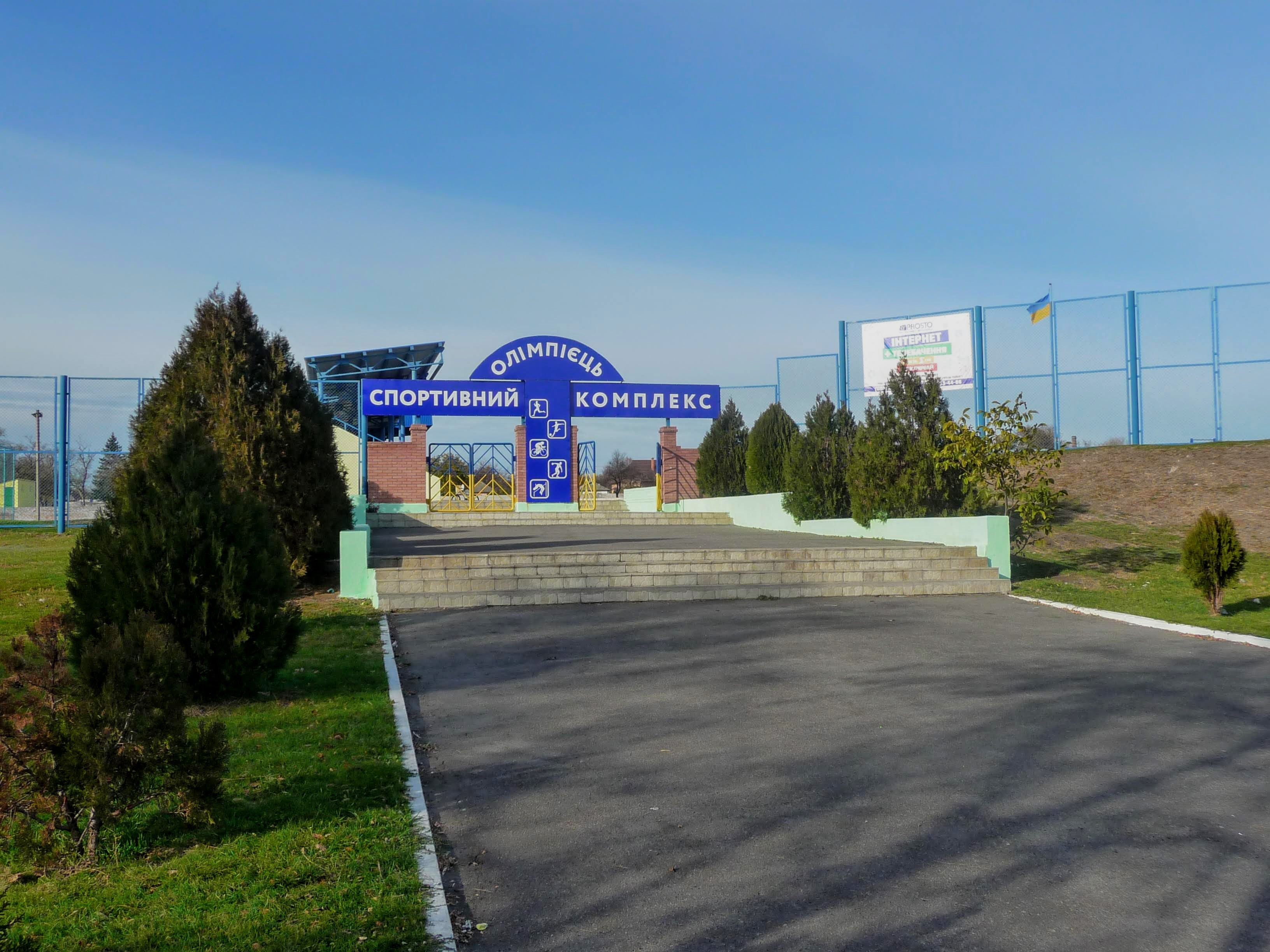
Спорткомплекс

Три середніх загальноосвітніх школи та одна неповна середня, два дошкільних навчальних заклади, центральна районна лікарня, ФАП.
У Васильківці діють районний та селищний будинки культури, музична школа, центральна і селищна бібліотеки, музей. У 2010 році відкрито спортивний комплекс «Олімпієць».

## Транспорт
Через селище проходять:
- Придніпровська залізниця, є залізнична станція Улянівка та зупинна платформа Васильківка
- Т 0401 Дніпро — Васильківка — Покровське — Гуляйполе — Пологи — Токмак — Мелітополь
- Т 0408 Павлоград — Васильківка — Новомиколаївка — Оріхів — Токмак.

## Відомі особистості
У селищі народилися:
- Бутенко Леонід Михайлович (1948—2018) — український хоровий диригент.
- Болгов Віталий Андрійович (нар. 2000) — призер чемпионату Європи 2021 року.
- Варакута Валерій Миколайович (1945—2021) — український диригент та педагог.
- Гаркуша Григорій Трохимович (1922—1993) — український графік.
- Дараган Олександр Сергійович (нар. 1978) — український борець греко-римського стилю, призер чемпіонатів світу та Європи, учасник двох Олімпійських ігор.
- Литвин Іван Тимофійович (1910—1983) — льотчик, Герой Радянського Союзу.
- Маслаченко Володимир Микитович (1936—2010) — радянський спортивний коментатор та футболіст.
- Рута Лідія Петрівна (нар.1937) — українська журналістка.
- Слинько Іван Іванович (1902—1994) — український історик.